# Макар Дмитро Арсентійович

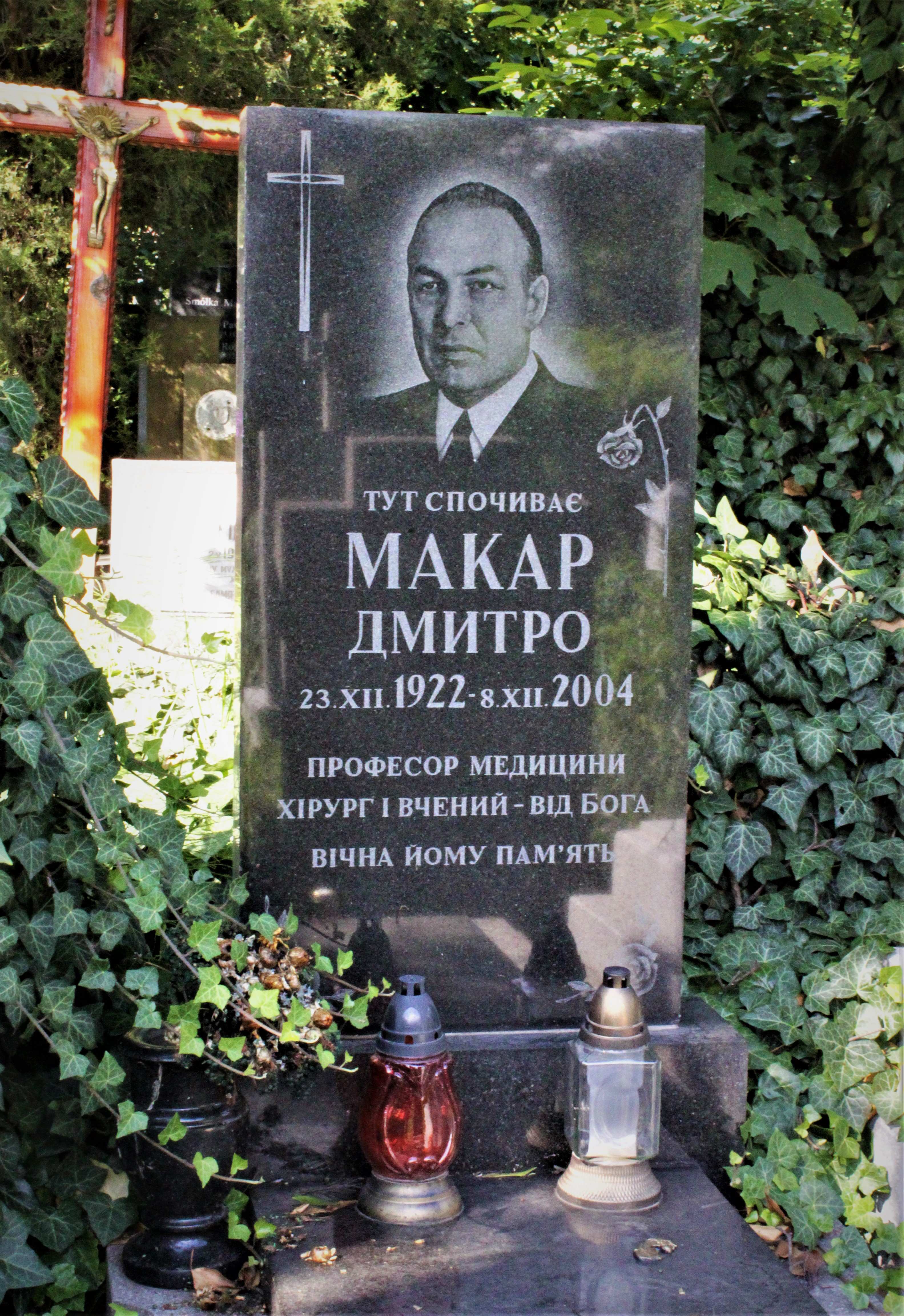
Нагробок на могилі професора Дмитра Макара.

Макар Дмитро Арсентійович (нар. 23 грудня 1922; с. Береги Львівщина, Польська Республіка — пом. 8 грудня 2004; Львів, Україна) — український лікар, доктор медичних наук, професор, був завідувачем кафедри загальної хірургії ЛНМУ імені Данила Галицького, дійсним членом Наукового Товариства імені Т. Г. Шевченка, почесним членом Українського лікарського товариства.

## Життєпис
Народився 23 грудня 1922 року у селі Береги Самбірського району у селянській родині.
У 1942 році з відмінним результатом закінчив українську гімназію в місті Дрогобич і після студій на лікувальному факультеті Львівського медичного інституту у 1949 році отримав диплом лікаря з відзнакою. Цього ж року вступив до трирічної клінічної ординатури на кафедрі шпитальної хірургії, яку на той час очолював професор І. Грабченко, а згодом професор Л.Кузьменко. Після закінчення клінічної ординатури став працювати асистентом цієї кафедри.
У 1956 році захистив кандидатську дисертацію «Роль переливання крові в терапії тиреотоксикозу». У 1966 році його було обрано доцентом кафедри шпитальної хірургії. У 1970 році захистив докторську дисертацію «До питання генезу, клініки, діагностики, профілактики та лікування тиреотоксичного кризу». З 1971 року — професор кафедри хірургії факультету вдосконалення лікарів та провізорів, а з вересня 1976 року — завідувач кафедри загальної хірургії: спочатку педіатричного та стоматологічного факультетів, а після реорганізації кафедри в 1986 році — завідувач кафедри загальної хірургії, єдиної для всіх факультетів.
Помер Дмитро Макар 8 грудня 2004 року. Похований у м. Львові на 28 полі  Янівського цвинтаря.

## Науково-педагогічна діяльність
Перу Д. А. Макара належить 11 винаходів, понад 200 наукових праць, частина з яких опублікована в закордонних журналах та наукових збірниках. Він активно займався питаннями загальної хірургії, невідкладної абдомінальної хірургії, гнійної хірургії, проблемами лікування гострої та планової біліарної патології, гострого панкреатиту, ускладненої виразкової хвороби шлунка та дванадцятипалої кишки. В наукових публікаціях та практичній клінічній роботі професор Макар приділяв значну увагу різноманітній патології щитоподібної залози. Великий інтерес та любов до вивчення цього питання Дмитро Арсенович завдячував своїм незабутнім вчителям і друзям, знавцям прикарпатського ендемічного зобу — доцентам Й. Макарусі та С. Барвінському. Під їх патронатом він почав розробляти надзвичайно складну проблему того часу — лікування тиреотоксикозу, що і лягло в основу спочатку кандидатської, а потім і докторської дисертацій.
Професором Д. А. Макаром всебічно вивчена проблема патогенезу і терапії тиреотоксичного кризу, що дозволило значно покращити результати лікування цього найважчого ускладнення токсичного зоба. Окрім цього, Д. А. Макар вдосконалив цілу низку методик оперативного лікування всіх інших нозологій щитоподібної залози, а також органів панкреатобіліарної зони, гнійно-запальних процесів органів черевної порожнини та, зокрема, впровадив у практичну медицину низку оригінальних методик лікування гострої абдомінальної патології (гострого панкреатиту, гострого ускладненого холециститу, гострої кишкової непрохідності, гнійного перитоніту та ін.), які базуються на застосуванні лімфогенних, ендохоледохеальних, електрофоретичних та череззондових методів регіонарного впливу, і, по суті, лежать в основі принципово нового, сучасного підходу до лікування згаданих нозологій.
Професор Д. А. Макар — неодноразовий активний учасник наукових медичних форумів різних рангів. Під його керівництвом було виконано дві докторські та сім кандидатських дисертацій, присвячених актуальним питанням хірургії. На рахунку Д. А. Макара близько 13 тисяч оперативних втручань при різній хірургічній патології шиї, грудної клітки, черевної порожнини та кінцівок. Професор Д. А. Макар був дійсним членом наукового товариства імені Т. Г. Шевченка, почесним членом Українського Лікарського Товариства. Безперечним свідченням авторитету Дмитра Арсеновича в широких колах медичної громадськості було обрання його головою Суду лікарської честі. З іменем Дмитра Арсеновича пов'язані організація у Львівському медичному інституті однієї з перших в Україні та тодішньому СРСР інтернатур (1970 р.), налагодження повноцінного функціонування Львівської міської клінічної 1000-ліжкової лікарні швидкої медичної допомоги, ініціатива у створенні на її базі міського гнійно-септикологічного та панкреатологічного центрів.

## Праці
- Макар Дмитро Арсенович. Догляд за хворими в хірургічній клініці: роздуми хірурга, педагога, науковця / Д. А. Макар; ред. рада: В. П. Андрющенко; рец.: М. П. Павловський, С. М. Хімич. — Львів: Ліга-Прес, 2002. — 71 с.: портр., фот. — 500 прим. ISBN 966-7483-95-9